# Andrzej Ciszewski
Andrzej Ciszewski (ur. 14 czerwca 1942 w Piotrkowie Trybunalskim, zm. 6 marca 2014 w Łodzi) – polski dr inżynier o specjalności technologia budowy maszyn i narzędzia skrawające. Prezes Stowarzyszenia Inżynierów i Techników Mechaników Polskich (SIMP).

## Edukacja
Po ukończeniu szkoły powszechnej kontynuował naukę w Technikum Mechaniczno-Elektrycznym w Piotrkowie Trybunalskim na kierunku maszyny i urządzenia techniczne dla przemysłu szklarskiego. W 1960 roku rozpoczął studia na Wydziale Mechanicznym Politechniki Łódzkiej, które ukończył w 1965 roku, broniąc pracę dyplomową dotyczącą technologii obróbki wielkoseryjnej korpusu silnika spalinowego dwusuwowego pod kierunkiem prof. Zbigniewa Kornbergera.

## Działalność zawodowa
Od listopada 1965 roku pracował w Katedrze Technologii Budowy Maszyn Politechniki Łódzkiej jako asystent stażysta. W 1970 roku katedra ta weszła w skład Instytutu Obrabiarek i Technologii Budowy Maszyn, gdzie Ciszewski pracował do lutego 1995 roku, kolejno na stanowiskach asystenta, starszego asystenta oraz adiunkta. W 1974 roku obronił pracę doktorską pt. "Wpływ rodzaju uzębienia przekładni ślimakowej na zmiany sprawności zazębienia spowodowane ugięciami ślimaka".
Podczas pracy dydaktycznej prowadził zajęcia z metrologii technicznej oraz technologii obróbki wiórowej na wszystkich rodzajach studiów. Był opiekunem Studenckiego Koła Naukowego Obrabiarek, z którym współorganizował I Sympozjum Kół Naukowych Wydziału Mechanicznego Politechniki Łódzkiej. W ramach działalności badawczej zajmował się konstrukcją i technologią wysokosprawnych przekładni ślimakowych, m.in. dla Huty Katowice, Grupowej Oczyszczalni Ścieków w Łodzi oraz Fabryki Motoreduktorów w Bielsku-Białej.
Był przedstawicielem pomocniczych pracowników naukowo-dydaktycznych w Radzie Wydziału Mechanicznego PŁ (1974–1978) oraz przedstawicielem tych pracowników w Radzie Instytutu Obrabiarek i Technologii Budowy Maszyn (1976–1995).
Od 1 listopada 1977 roku pełnił funkcję kierownika łódzkiej filii Ośrodka Rzeczoznawstwa SIMP-ZORPOT, a od 1983 roku dyrektora tej jednostki, która stała się samodzielną agendą SIMP. Specjalizował się w konsultingu organizacyjno-technicznym, wycenach majątku i firm oraz ekspertyzach maszyn i urządzeń technicznych.

## Działalność w SIMP
Andrzej Ciszewski był członkiem SIMP od 1970 roku. Działalność w stowarzyszeniu rozpoczął od pracy w Kole Uczelnianym SIMP na Politechnice Łódzkiej, gdzie był członkiem pierwszego zarządu. W 1984 roku został wybrany do Zarządu Oddziału Łódzkiego SIMP, gdzie pełnił funkcje członka prezydium, a od 1987 do 2002 roku był wiceprezesem oddziału.
W 1994 roku został wybrany do Zarządu Głównego SIMP, a od 1998 roku był jednym z czterech wiceprezesów. Po śmierci prezesa SIMP Kazimierza Rajzera (2000), pełnił funkcję p.o. prezesa SIMP. Na XXX Walnym Zjeździe Delegatów (2002) został wybrany prezesem SIMP, a funkcję tę pełnił do swojej śmierci w 2014 roku.
Jego najważniejsze osiągnięcia w SIMP to organizacja centralnych obchodów 75-lecia, 80-lecia i 85-lecia SIMP oraz wdrożenie systemu zarządzania jakością w SIMP. Był inicjatorem i współtwórcą projektu modernizacji Zamku w Rydzynie.

## Odznaczenia
- 1970–1995: Nagrody JM Rektora Politechniki Łódzkiej (20-krotnie)
- 1975, 1980 i 1983: Nagrody Ministra NSWiT
- 1980: Odznaka Zasłużony dla Województwa Piotrkowskiego
- 1983: Złota Honorowa Odznaka Miasta Łodzi
- 1984: Złota Honorowa Odznaka SIMP
- 1988: Złoty Krzyż Zasługi
- 1989: Złota Honorowa Odznaka NOT
- 1996: Odznaka im. prof. Henryka Mierzejewskiego
- 2001: Członek Honorowy SIMP[3]
- 2001: Krzyż Kawalerski Orderu Odrodzenia Polski[5]